# Ryan Ryans
Pour les articles homonymes, voir Ryan.
Ryan Ryans, née le 8 mars 1990 en Floride, est une actrice pornographique américaine.

## Biographie
Ryan Ryans ne tourne que des scènes lesbiennes ou des scènes en solo.
Ryan est la Penthouse Pet d'avril 2014.

## Filmographie partielle
Le nom du film est suivi du nom de ses partenaires lors des scènes pornographiques.
- 2014 : Girls Kissing Girls 15 avec A.J. Applegate
- 2014 : Me and My Girlfriend 8 avec Vanessa Veracruz
- 2014 : Me and My Girlfriend 9 avec Eva Lovia
- 2014 : There's Only One Ryan Ryans avec Lola Foxx (scène 1), Aaliyah Love (sc2), Abby Cross (sc3) et Abigail Mac (sc4)
- 2015 : Abigail Loves Girls avec Abigail Mac
- 2015 : Babes Seeking Babes avec Abigail Mac
- 2015 : Sisterhood avec Ana Foxxx, Ash Hollywood, Dani Daniels, Keisha Grey, Lexi Belle, Maddy O'Reilly et Mercedes Carrera
- 2015 : We Live Together.com 42 avec Celeste Star
- 2016 : Lesbian Crime Stories 2 avec Celeste Star
- 2016 : Lick It Good avec Dani Daniels (scène 4), avec August Ames (scène 6)
- 2016 : What's the Occasion avec Danica Dillan
- 2016 : We Live Together.com 43 avec Abigail Mac
- 2017 : Goo Girls avec Abigail Mac
- 2017 : Pussy Cravings avec Abigail Mac
- 2017 : Pussy Party avec Abigail Mac et Ava Addams
- 2017 : Women Seeking Women 142 avec Summer Day
- 2018 : Military Wives avec Alexis Fawx
- 2018 : All Time Best Girl/Girl DVD (compilation)
- 2018 : Best Lesbian Threesomes (compilation)
- 2018 : Stretching Her Out (scène web) avec Vanessa Veracruz